# Ninja (Twitch-közvetítő)
Richard Tyler Blevins, online nevén Ninja (Detroit, 1991. június 5. –) amerikai Twitch-közvetítő (streamer) és internetes személyiség. A legtöbb követővel (16 millió) rendelkező közvetítővé Twitch-en, és átlagosan 4 000 000 nézője van egy héten.

## Élete
Tyler Blevins amerikai–walesi származású szülők gyermeke. Egyéves korában elköltöztek szüleivel a detroiti nagyvárosi környezetből a chicagói külvárosba.
A grayslake-i középiskolába járt, ahol futballozott, és lelkesen játszott videójátékokkal is – mindkét tevékenységnek fontos szerepe volt gyerekkorában. Az érettségi megszerzése után úgy döntött, hogy professzionális szinten fog játszani, nevezett versenyekre, emellett csatlakozott hivatásos egyesületekhez, és elkezdett élő internetes közvetítésekben is játszani.

## Pályafutása
Blevins elkezdett professzionálisan játszani a Halo 3 nevű játékkal 2009-ben. Számos csapatban játszott, például Cloud9, Renegades, Team Liquid, most jelenleg a Luminosity Gaming társulat tagja. Hivatalosan 2011-ben vált élő közvetítővé. Először H1Z1 játékkal játszott, majd továbblépett a PlayerUnknown's Battlegrounds (PUBG)-ra, majd megnyerte a PUBG Gamescom Invitational Squads classification nevű versenyt.
Mikor elkezdett Fortnite-ot közvetíteni a csatornáján, rohamosan elkezdett növekedni a néző- és követőszáma, ami részben maga a játék népszerűségéből fakadt. 2017 szeptemberében 500 000 követővel rendelkezett, hat hónappal később ez a szám 250%-kal növekedett.
2018. márciusában Blevins rekord nézőszámot ért el csatornáján, mikor Fortnite-ot játszott nagy nevekkel; Drake, Travis Scott és Juju Smith-Schuster. 
2018. június 17-én bejelentette együttműködését a Red Bull E-Sports-al.
Jelenleg (2020 márciusában) 23 millió feliratkozóval rendelkezik a YouTube-csatornája.
2023 karácsonyán elhíresült róla egy új meme, az "Imagine if Ninja got a low taper fade".

## Jótékonysági munkája
2018 februárjában egy adománygyűjtő jótékonysági stream keretein belül Blevinsnek sikerült összegyűjtenie több, mint 110 000 dollárt (30+ millió forint), amit az American Foundaton for Suicide Prevention alapítványnak adományozott.
2018 áprilisában a legelső Fortnite Battle Royale e-sport-esemény alatt közel 50 000 dollárnyi pénzdíjat adományozott, ebből 2500 dollár az Alzheimer-szövetséghez került.
A 2018-as E3 (Electronic Entertainment Expo - főleg játékokkal foglalkozó kiállítás) rendezvényen Blevins és Marshmello megnyerték a Fortnite versenyt, majd 1 millió dollárt adományoztak az általuk választott jótékonysági szervezetnek.